# Streptocarpus masisiensis
Streptocarpus masisiensis är en tvåhjärtbladig växtart som beskrevs av De Wildeman. Streptocarpus masisiensis ingår i släktet Streptocarpus och familjen Gesneriaceae. Inga underarter finns listade i Catalogue of Life.